# María Teresa Mora
María Teresa Mora Iturralde (L'Avana, 15 ottobre 1902 – L'Avana, 3 ottobre 1980) è stata una scacchista cubana.
Nel 1922 fu la prima (e finora unica) donna a vincere il Campionato cubano di scacchi. Ricevette lezioni personali di scacchi da José Raúl Capablanca. Il grande campione cubano aveva una tale ammirazione per lei che riuscì a farla invitare al torneo femminile di Londra del 1922, ma lei declinò l'invito.
Partecipò due volte al Campionato del mondo femminile: 
- nel 1937 a Buenos Aires realizzò 11/ 19, ottava su 20 partecipanti (vinse Vera Menchik);[2]
- nel 1949/50 a Mosca realizzò 6 /15 (vinse Ljudmyla Volodymyrivna Rudenko).[3]

Nel 1950 fu la prima donna ispano-americana a ricevere dalla FIDE il titolo di Maestro Internazionale Femminile. 
María Teresa Mora era anche una grande appassionata di musica. Suonava spesso il violino e il mandolino e nel 1921 diede un concerto pubblico all'Avana.